# Svitle, Mîronivka
Svitle (în ucraineană Світле) este un sat în comuna Polove din raionul Mîronivka, regiunea Kiev, Ucraina.

## Demografie
Componența lingvistică a localității Svitle
     Ucraineană (97,09%)
     Belarusă (2,91%)
Conform recensământului din 2001, majoritatea populației localității Svitle era vorbitoare de ucraineană (97,09%), existând în minoritate și vorbitori de belarusă (2,91%).